# Ицвиль
Ицвиль (нем. Uezwil) — коммуна в Швейцарии, в кантоне Аргау.
Входит в состав округа Бремгартен.  Население составляет 382 человека (на 31 декабря 2007 года). Официальный код  —  4078.